# Iglesia de Suomenlinna
La iglesia de Suomenlinna (en finés: Suomenlinnan kirkko , en sueco: Sveaborgs kyrka) en Helsinki, Finlandia, fue construida en 1854 como una iglesia de guarnición ortodoxa oriental para las tropas rusas estacionadas en la fortaleza marítima de Suomenlinna. La fortaleza comprende cinco islas unidas por puentes, y la iglesia es el elemento central de la isla de Iso Mustasaari (en sueco: Stora Östersvartö), ubicada en su punto más alto. Está rodeada por otros edificios de la fortaleza, pero el antiguo patio de armas se encuentra inmediatamente al este y un parque se encuentra inmediatamente al sur. Está orientada de suroeste a noreste para que se alineara con el frente de defensa Crownwork Ehrensvärd ubicado al suroeste de la iglesia.

## Historia
Antes del diseño y construcción de la iglesia ortodoxa, en la década de 1820 el arquitecto Carl Ludvig Engel trazó los planos de una iglesia en el mismo sitio, pero diseñada en estilo neoclásico en consonancia con el resto de los edificios de la fortaleza y los edificios de la capital, Helsinki. La iglesia actual fue diseñada por Konstantin Thon, un arquitecto oficial de la Rusia imperial durante el reinado del zar Nicolás I, cuyas principales obras incluyeron la Catedral de Cristo Salvador, el Gran Palacio del Kremlin y la Armería del Kremlin en Moscú. La iglesia fue nombrada por el Santo/Príncipe Alexander Nevsky, quien derrotó a los suecos en la batalla de Neva de 1240. La iglesia Alexander Nevsky originalmente tenía cinco cúpulas bulbosas. El cerco perimetral, construido con cañones y cadenas, fue levantado en la década de 1870. La campana de la iglesia, la más grande de Finlandia, fue fundida en Moscú en 1885 y pesa 6.683 kilogramos. Ahora se muestra junto a la iglesia. La iglesia fue elevada a la categoría de catedral dentro de la fe ortodoxa en 1891.
En 1918, la iglesia ortodoxa se convirtió en una iglesia luterana evangélica, ya que Finlandia buscaba mostrar su recién declarada independencia de Rusia. Las cúpulas bulbosas de las cuatro torres más pequeñas se retiraron de inmediato. La extensa iconografía de la iglesia fue almacenada por la ciudad de Helsinki, pero se desconoce su paradero actual. Durante la década de 1920, se decidió renovar extensamente la iglesia para reparar la estructura, así como incorporar un diseño más occidental. El arquitecto Einar Sjöström ganó el concurso de diseño y la iglesia terminada se volvió a consagrar el 28 de abril de 1929.
Otra característica interesante de la renovación es que la cúpula central de la iglesia se ha convertido en un faro desde 1929, lo que la convierte en una de las pocas iglesias en el mundo que tiene ese doble propósito. El faro es oficialmente la luz trasera Harmaja Range, y se combina con el faro Harmaja (4,8 km al sur en el golfo de Finlandia) como la luz Range Front. La señal parpadeante es el código Morse de la letra "H" de Helsinki.
Se realizaron renovaciones adicionales en la década de 1960 (después de que la iglesia fuera entregada a la Unión Parroquial Evangélica Luterana de Helsinki), y nuevamente a fines de la década de 1980 y 1990 en preparación para el 250 aniversario de Suomenlinna en 1998. La iglesia de Suomenlinna sigue siendo un lugar muy popular para celebrar bodas y es uno de los primeros puntos de referencia para las personas que llegan a Helsinki por mar.